# Hêzên Parastina Gel

Flagge der ARGK und HPG

Die Volksverteidigungskräfte (kurdisch Hêzên Parastina Gel, kurz HPG) sind der bewaffnete Arm der von vielen Staaten als Terrororganisation eingestuften Arbeiterpartei Kurdistans (PKK). Die Kämpfer bezeichnen sich selbst als Guerilla. Seit 2013 ist Murat Karayılan Kommandeur der HPG. Ehemalige Kommandeure waren Bahoz Erdal (2004–2009) und Nur ad-Din Sufi (2009–2013). 
Der militärische Arm der PKK hieß zunächst Hêzên Rizgariya Kurdistan (Freiheitskräfte Kurdistans, HRK) und wurde offiziell am 15. August 1984, dem Tag des Beginns des bewaffneten Kampf gegen die Türkei gegründet. Auf dem 3. Kongress der PKK 1986 erfolgte die Umbenennung zu Artêşa Rizgariya Gelê Kurdistan (Volksbefreiungsarmee Kurdistans, ARGK).
Die Einheiten der (ARGK) haben sich ab August 1999 dem Aufruf des PKK-Führers Abdullah Öcalans folgend aus dem Gebiet der Türkei in den Nordirak zurückgezogen und dort eine Defensivposition eingenommen. Im Jahre 2000 wurde die ARGK aufgelöst und die HPG gegründet. Ihre Personenstärke wird über 6500 geschätzt, wovon ca. ein Drittel Frauen sind. Diese sind in der YJA STAR organisiert. Stützpunkte der HPG befinden sich im von Kurden bevölkerten Teil Nordiraks sowie innerhalb der Türkei und der Islamischen Republik Iran. Während eines einseitigen Waffenstillstandes der PKK war die Zahl der Gefechte zwischen Guerilla und den türkischen Streitkräften drastisch zurückgegangen.
Seit März 2004 kam es verstärkt zu Militäroperationen der türkischen Armee gegen die HPG, daraufhin erklärte am 28. Mai 2004 der Vorsitzende des Kongra Gel, Zübeyir Aydar, den seit 1998 bestehenden einseitigen Waffenstillstand mit der Türkei für hinfällig. Seither verüben Organisationsmitglieder Anschläge, Sabotageaktionen und Überfälle auf Militärkonvois. Die Türkei griff zu grenzüberschreitenden Operationen und setzte ihre Luftwaffe im benachbarten Nordirak ein.